# 夢の島
夢の島（ゆめのしま）は、東京都江東区の町名。現行行政地名は夢の島1丁目から夢の島3丁目。町域の大部分を夢の島公園が占める。

## 概要
江東区の町としての「夢の島」は、人工島（埋立地）である「東京港埋立14号地」のうち、湾岸道路より北の部分を占める。湾岸道路より南は新木場1丁目から4丁目である。
北は夢の島大橋で新砂と繋がる。西は曙運河を挟んで辰巳、東は荒川を挟んで江戸川区臨海町である。地区の西寄りを南北に明治通りが通り、明治通りの西側には夢の島競技場、夢の島運動広場がある。明治通りの東側は大部分が夢の島公園で、園内には東京スポーツ文化館、東京都立第五福竜丸展示館、夢の島熱帯植物館があり、地区の東端近くには新江東清掃工場、夢の島マリーナ、少年野球場などがある。
地区の南を通る首都高速湾岸線やJR京葉線は、千葉県浦安市・船橋市・千葉市方面へも直結している。りんかい線の新木場駅もあるため、品川・お台場（東京臨海副都心）方面へのアクセスも良い。
埋立開始当時は東京市の飛行場が建設される予定であった。戦後間もない頃には海水浴場として賑わい、遊園地などが計画されるようになる。そのせいもあり当時のマスコミなどが埋立地を「夢の島」と呼ぶようになり、この俗称が自然と定着して、1969年（昭和44年）には正式な行政地名として「夢の島」が採用された。
正式に江東区の町名となったのは1975年（昭和50年）3月1日である。当時は「丁目」の設定がなかったが、2009年（平成21年）11月1日に住居表示が実施され、夢の島1・2・3丁目となった。

## 地勢

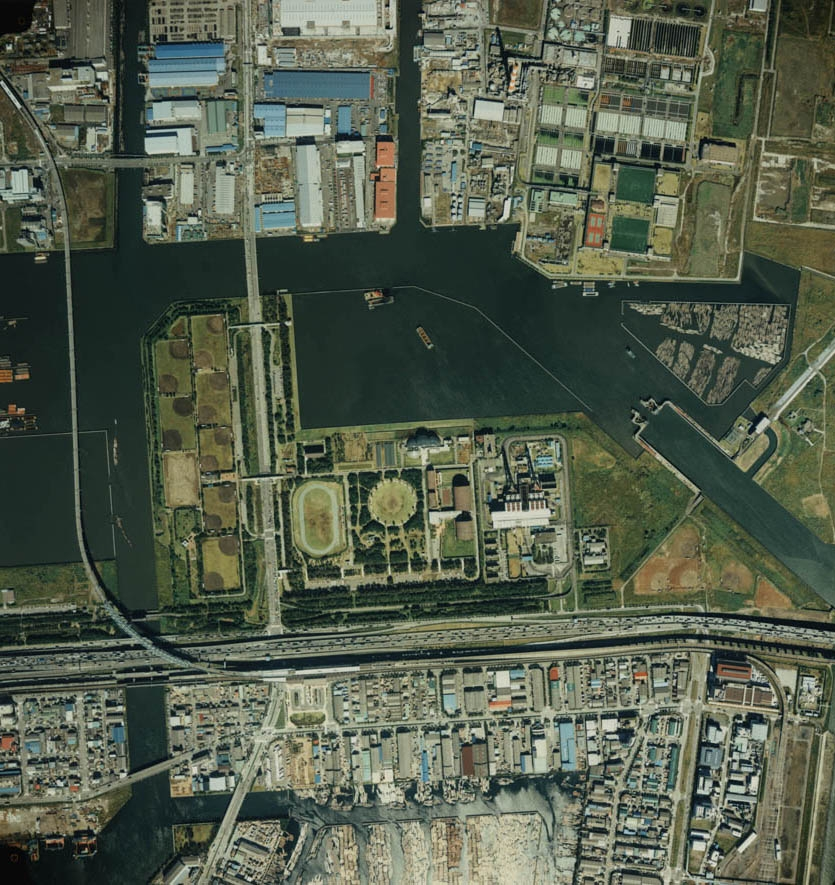
夢の島の航空写真（1989年撮影）

夢の島地区のほぼ全域が公園で占められ、東京湾に浮かぶ緑の島の様相を呈している。夢の島公園は東京都内有数の敷地面積（43ヘクタール）を誇る。
海抜5 - 10メートルの高さがあり、ゼロメートル地帯の多い江東区内では最も標高の高い地域である。

## 歴史

### 埋立開始と飛行場計画
戦前の1938年（昭和13年）、東京市の「東京市飛行場」建設のために東京湾の埋め立てが開始されたのが夢の島の始まりである。当時としては世界最大級の飛行場となる計画であったが、日中戦争に伴い工事用電力の供給設備資材を確保できず、完成を見ぬまま1941年（昭和16年）に工事は中止された。終戦後、GHQが羽田空港を接収し、進駐軍の大型機離着陸用として整備したため、夢の島の飛行場計画は消滅した。残された埋立地は「夢の島海水浴場」として整備され、「夢の島」という名前がこのときにつけられた。しかし、台風被害などにより海水浴場は3年で閉鎖された。

### 東京ゴミ戦争
1950年代の高度成長期には東京都内でごみが急増し始め、それに対応するため東京都は当地をゴミの最終処分場として決定し、1957年（昭和32年）12月よりゴミの埋め立てが開始された。埋め立て中の1961年（昭和36年）7月23日に埋立地北部から出火、消防艇3隻での消火活動も及ばず2週間に渡り燃え続け、4万平方メートルが焼失している。これは当時の総面積の約40パーセントに相当した。また当時はゴミを焼却せずにそのまま埋め立てていたため、悪臭やハエ・ネズミの発生といった問題をもたらした。
1965年（昭和40年）7月16日、夢の島で発生したハエの大群が強い南風に乗って、江東区を中心とした広い地域に拡散し大きな被害をもたらし、付近の小学校では給食を提供できない事態になった。東京都と江東区による懸命な消毒作業が行われたが、抜本的な解決には至らず、警視庁・東京消防庁・自衛隊の協力を得て、一帯のゴミを焼き払う「夢の島焦土作戦」が実行された。1967年（昭和42年）にはゴミの埋め立てが終了し、処分場の役割は南側の15号埋立地（新夢の島、現在の若洲）へ移行した。

学校でハエ取りをする南砂町の小学生
蠅だらけとなった教室のハエ取り紙
学校に蠅叩きを持参する小学生
洗濯したての清潔な服に群がるハエの大群

#### 東京都の最終処分場変遷[11]
- 潮見 - 8号埋立地（江東区）（1927年 - 1955年）
- 夢の島 - 14号埋立地（江東区）（1957年 - 1967年）
- 若洲 - 15号埋立地（江東区）（1965年 - 1974年）
- 海の森 - 中央防波堤内側埋立地（江東区）（1973年 - 1987年）
- 中央防波堤外側埋立地（江東区・大田区）（1977年 - ）
- 羽田沖（大田区）（1984年 - 1991年）
- 新海面処分場（帰属未決定）（1999年 - ）

### 夢の島の環境整備

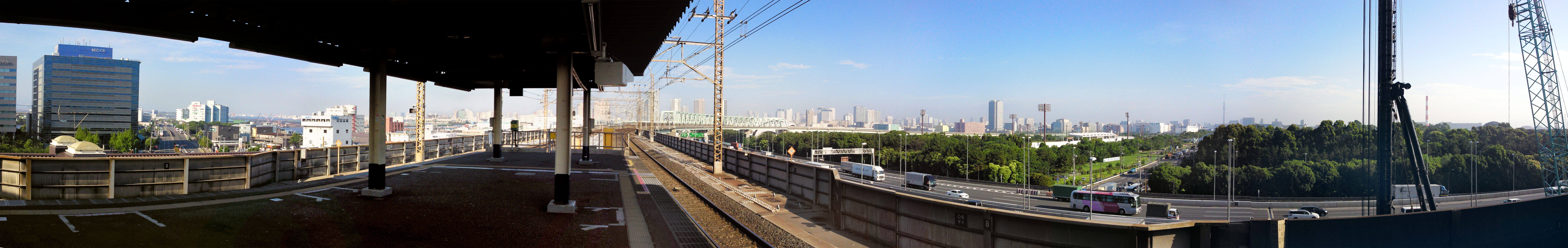
JR新木場駅と夢の島公園（右）

埋め立て終了から11年後の1978年（昭和53年）、夢の島公園が開園した。その後は整備が進み「ゴミの島」という雰囲気を感じさせることはなくなっていった。
現在ではスポーツ施設が建設されるなど「緑の島」として生まれ変わっており、京葉線の開通などにより身近な観光スポットとして親しまれている。

#### 整備された施設
- 東京都立夢の島公園
  - 夢の島熱帯植物館
  - 東京スポーツ文化館（旧：夢の島総合体育館）
  - 江東区夢の島陸上競技場
  - 東京都立第五福竜丸展示館
- 東京都立夢の島緑道公園
- 東京夢の島マリーナ（ゆめのしま海の駅）
- 新江東清掃工場（東京二十三区清掃一部事務組合）

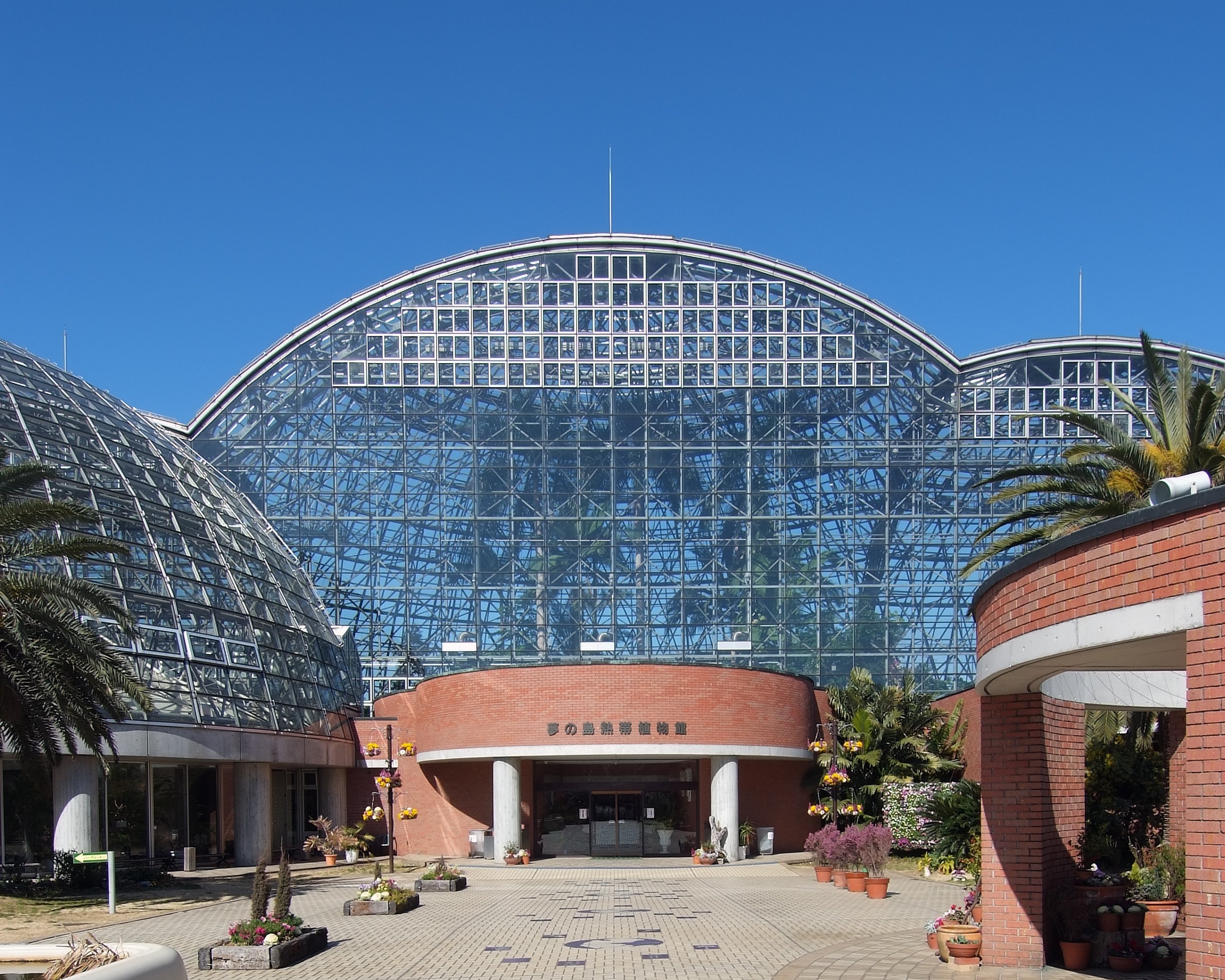
夢の島熱帯植物館
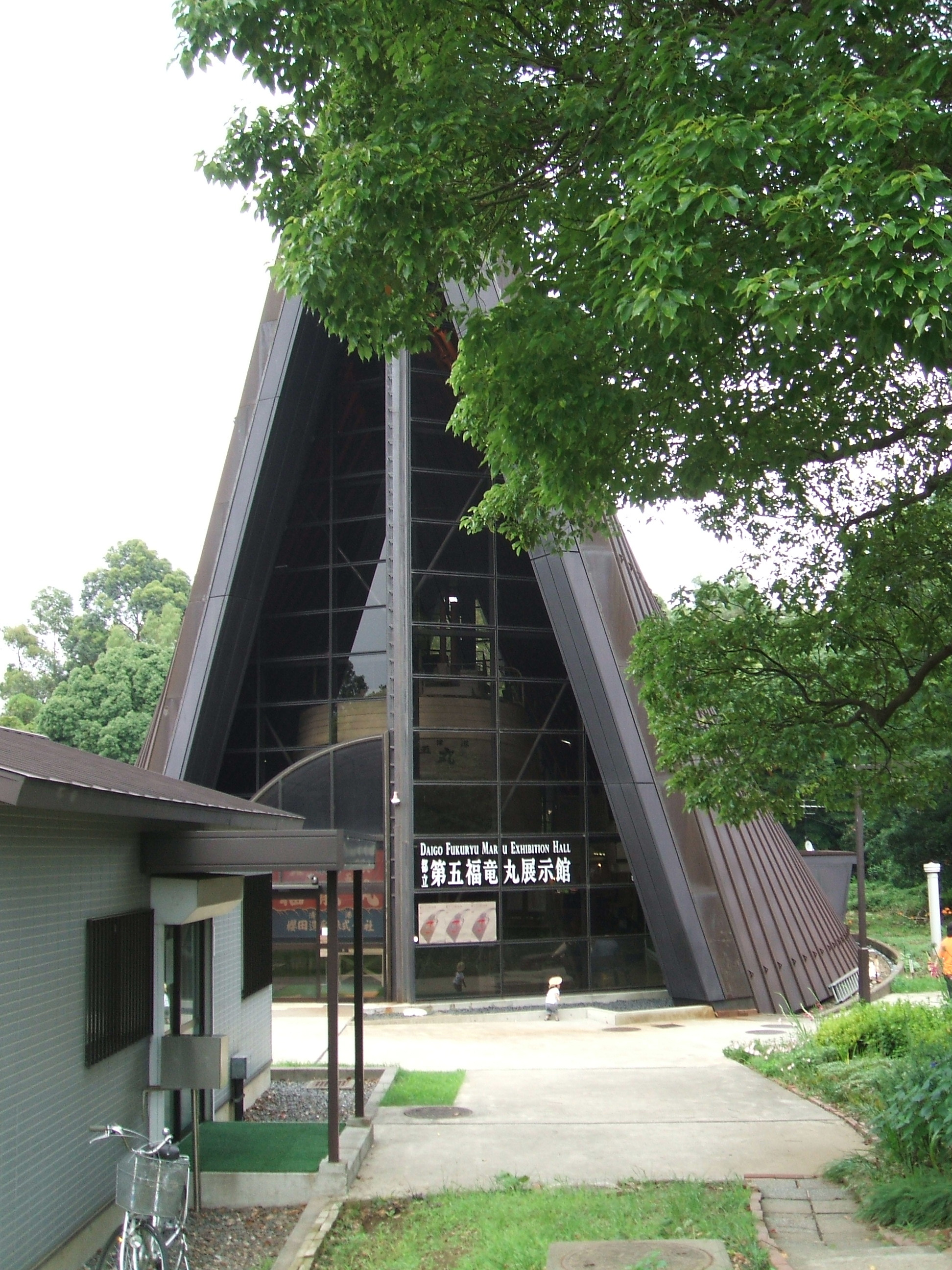
第五福竜丸展示館
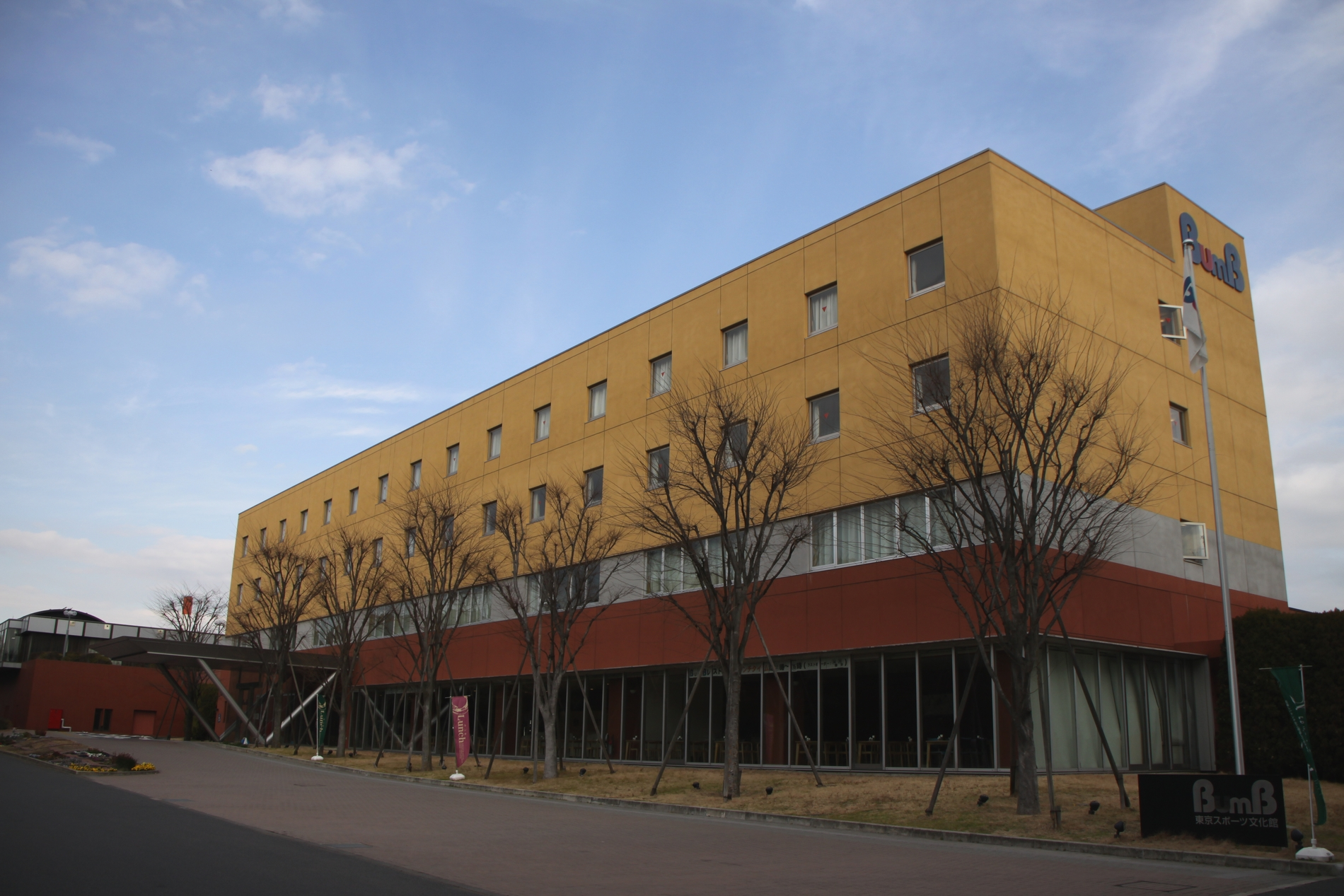
東京スポーツ文化館
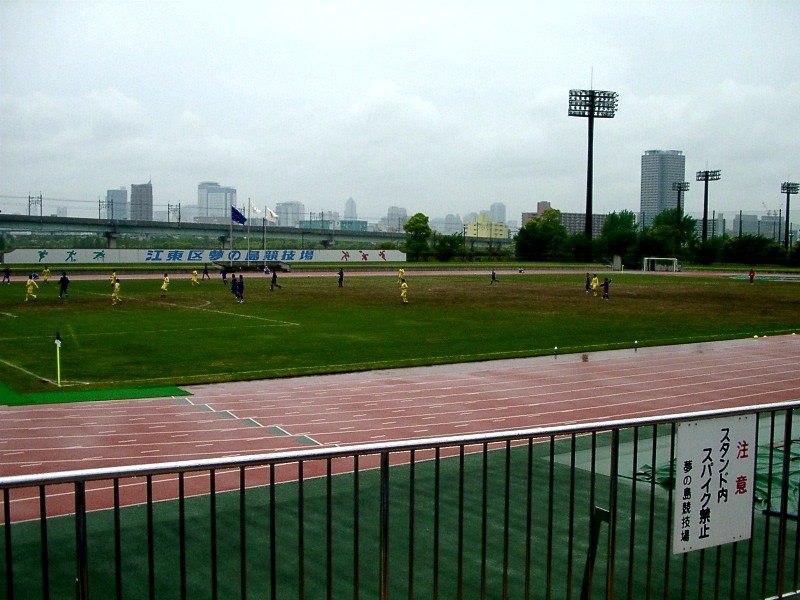
江東区夢の島競技場
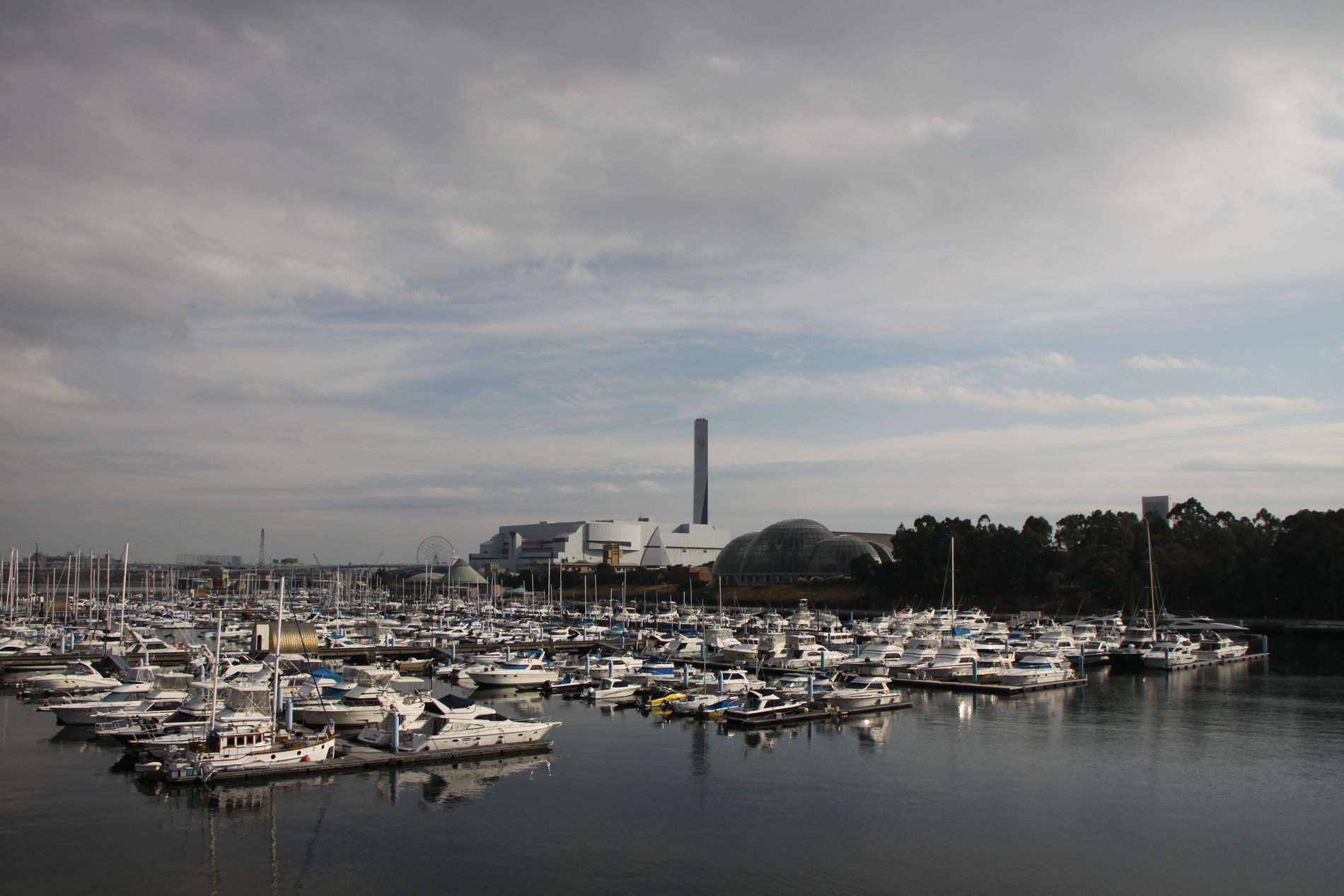
東京夢の島マリーナ（ゆめのしま海の駅）
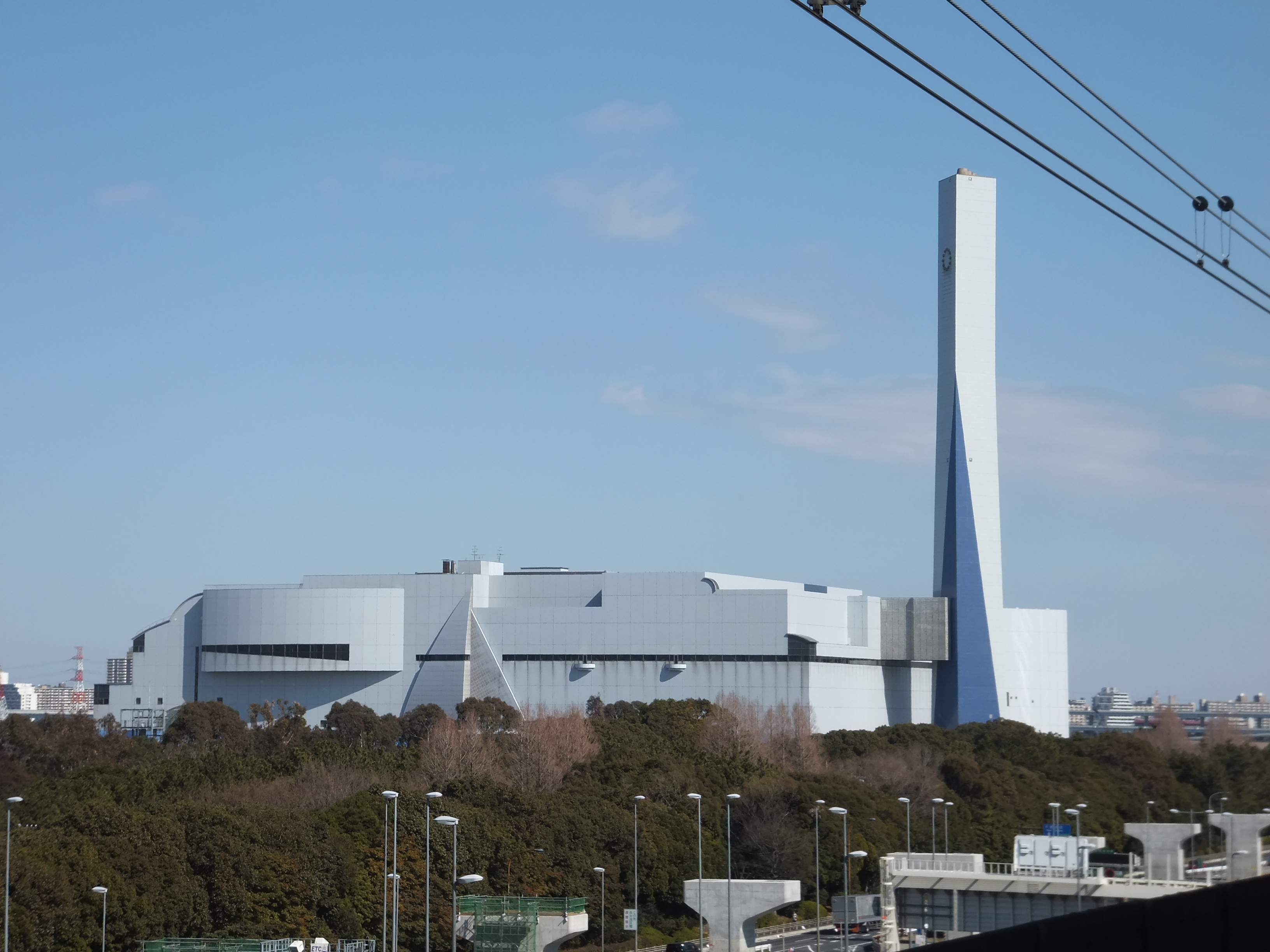
新江東清掃工場

## 事業所
2021年（令和3年）現在の経済センサス調査による事業所数と従業員数は以下の通りである。
| 丁目         | 事業所数 | 従業員数 |
| ------------ | -------- | -------- |
| 夢の島一丁目 | 3事業所  | 22人     |
| 夢の島二丁目 | 4事業所  | 57人     |
| 夢の島三丁目 | 6事業所  | 175人    |
| 計           | 13事業所 | 254人    |

### 事業者数の変遷
経済センサスによる事業所数の推移。
| 年                 | 事業者数 |
| ------------------ | -------- |
| 2016年（平成28年） | 12       |
| 2021年（令和3年）  | 13       |

### 従業員数の変遷
経済センサスによる従業員数の推移。
| 年                 | 従業員数 |
| ------------------ | -------- |
| 2016年（平成28年） | 140      |
| 2021年（令和3年）  | 254      |

## その他

### 日本郵便
- 郵便番号 : 136-0081[3]（集配局 : 城東郵便局[14]）。